# Tito Manlio Torquato (console 165 a.C.)
Tito Manlio Torquato (latino: Titus Manlius Torquatus) (fl. II secolo a.C.) è stato un politico romano.

## Biografia
Fu eletto pontefice nel 170 a.C..
Fu eletto console nel 165 a.C. con Gneo Ottavio.
Verso il 164 a.C. fu inviato come ambasciatore in Egitto per dirimere le controversie sorte tra i due fratelli al potere: Tolomeo VI Filometore e Tolomeo VIII Evergete. Al suo ritorno a Roma Torquato parlò in favore del fratello più giovane, Evergete .
Fu citato come esempio di severità, ereditata dai suoi antenati: viene riportato che nel 140 a.C. condannò e bandì dal territorio della Repubblica il proprio figlio Decimo Giunio Silano Manliano, accusato di malversazioni durante la sua pretura in Macedonia. Per il disonore Silano si impiccò, ma il padre non volle neanche presenziare al funerale .